# Уоленн, Херберт
Херберт Уоленн (англ. Herbert Walenn; 25 июня 1870 — 10 февраля 1953) — британский виолончелист и музыкальный педагог.
Принадлежал к многочисленной семье музыкантов: старший брат Чарльз Уоленн был известным артистом мюзиклов, среди младших братьев и сестёр были скрипач Джеральд Уоленн (один из ведущих музыкальных педагогов Австралии), оперный певец и преподаватель Королевского колледжа музыки Артур Уоленн, вокальный педагог Дороти Уоленн; рано умерший Джеймс Фаркерзон Уоленн подавал надежды как органист.
Учился в Королевском колледже музыки у Эдуарда Хауэлла, затем во Франкфурте у Хуго Беккера. Был первым исполнителем ре-минорной сонаты Уильяма Хёрлстона (1899), играл в струнном квартете Иоганна Крузе. Наиболее известен, однако, как музыкальный педагог. На протяжении многих лет он был профессором Королевской академии музыки, а в 1919 г. при поддержке Пабло Казальса основал Лондонскую школу виолончелистов. Среди его учеников были, в частности, Зара Нельсова, Борис Гамбург, Дуглас Камерон, Уильям Плит и Джон Барбиролли. Педагогический метод Уоленна сводил к минимуму технические инструкции ученику, сосредотачивая внимание на собственно музыкальных проблемах.